# Kuria Muria

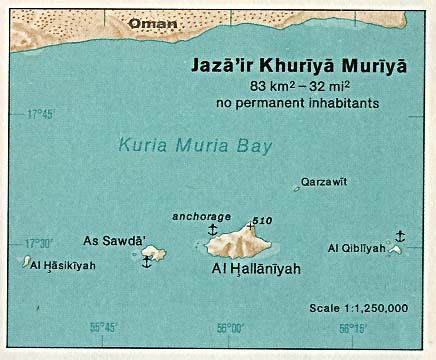
Kuria Muria

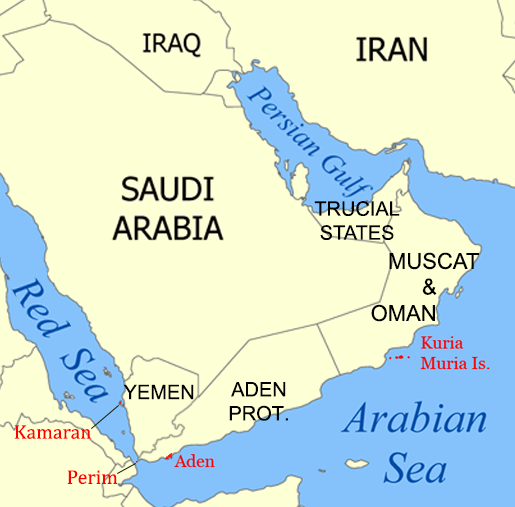
Kolonia Aden i jej terytoria zależne (na czerwono)

Kuria Muria (arab. جزر خوريا موريا; transliteracja Jazāʾir Khurīyā Murīyā lub Khūryān Mūryān, transkrypcja Dżazair Churija Murija – w starożytności nazywane Wyspami Zenobii lub Zenobiou (gr. Ζηνοβίου νησία; łac. Zenobii Insulae) czy też Doliche (gr. Δολίχη)) – archipelag wysp należący do Omanu.
Wyspy stanowią zewnętrzne terytorium Omanu w zatoce Kuria Muria (łac. Sinus Sachalites, gr. Σαχαλίτης κόλπος) na Morzu Arabskim, 40 km od południowo-wschodniego wybrzeża Omanu.
Grupa składa się z pięciu wysp, stanowiących wspólnie prowincję Al-Hallaniyah regionu Zufar. Łączna powierzchnia wysp wynosi 73 km², z zachodu na wschód: Al-Hasikijja, As-Sauda, Al-Hallanijja (największa, 56 km²), Karzawit i Al-Kiblijja.
Wyspy są wspominane przez starożytnych pisarzy i kronikarzy: Ptolemeusz wymienia 7 niewielkich wysp „leżących u wejścia do Zatoki Arabskiej” (prawdopodobnie chodzi o obecną Zatokę Adeńską).
W 1854 roku sułtan Maskatu (późniejszy Maskat i Oman, obecnie Oman), cedował wyspy Wielkiej Brytanii, zostały one przyłączone w 1868 roku do kolonii Aden (w Jemenie). Jako posiadłość brytyjska do 1967 roku, były zarządzane najpierw przez gubernatora Adenu (do 1953), następnie również z Adenu przez Wysokiego Komisarza, a od 1963 przez Chief Political Resident Zatoki Perskiej, z siedzibą w Bahrajnie. W roku 1967 wyspy zostały zwrócone sułtanatowi Maskatu i Omanu, pozostając wraz z nim pod władzą brytyjską do 1971 roku.
Ze względu na zaszłości historyczne, wyspy są przedmiotem roszczeń Jemenu.